# Gavettone

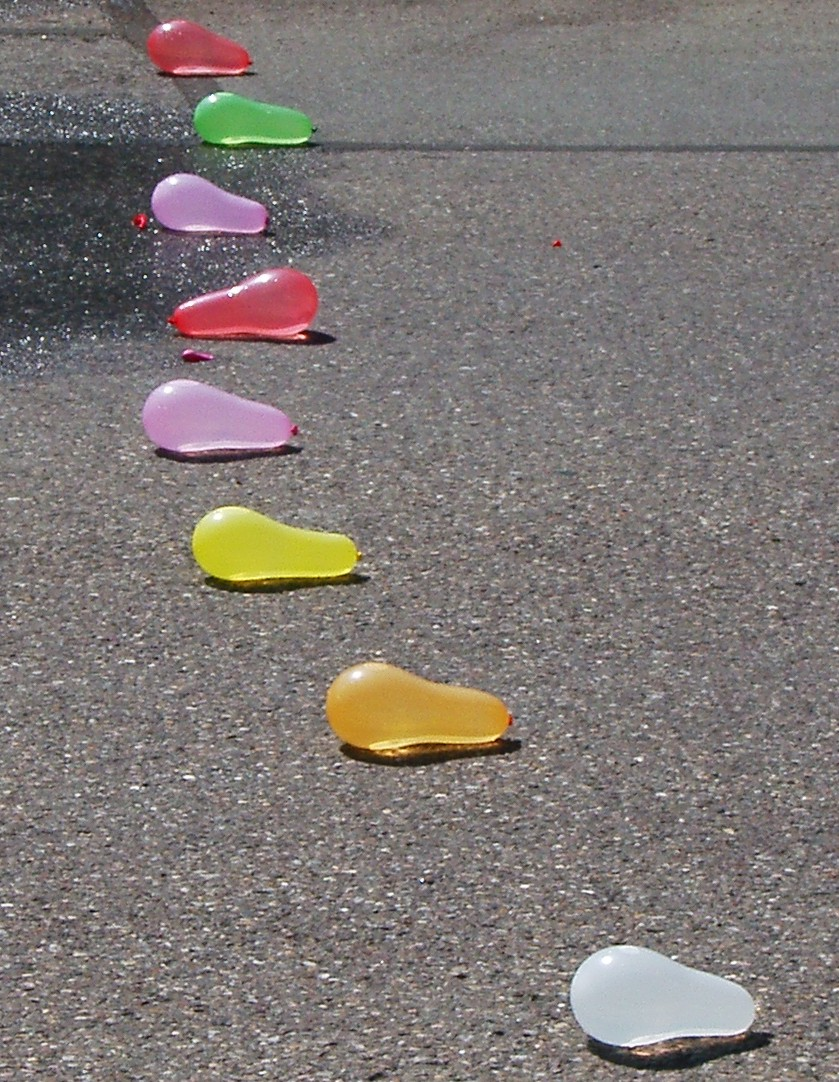
8 gavettoni posizionati a terra

Il gavettone è uno scherzo consistente nel lanciare acqua verso qualcuno.
Prende il nome dalla gavetta, recipiente che è in dotazione al personale militare. Questa in uno scherzo molto comune veniva riempita d'acqua e rovesciata addosso ai commilitoni. In seguito il gavettone diventò una forma di nonnismo nei confronti dei militari: veniva confezionato con acqua od altri sgradevoli liquami in recipienti di vario genere e sversato sul malcapitato, specialmente nelle ore notturne quando era coricato in branda. Con la fine della leva obbligatoria questa usanza è terminata; per estensione ora il termine fa riferimento al gioco del bagnare qualcuno con qualsiasi recipiente e qualsiasi liquido e in particolare designa il palloncino pieno d'acqua da lanciare sul malcapitato.

L'"esplosione" di un gavettone

Come altri scherzi acquatici viene praticato principalmente nella stagione estiva, nel giorno di ferragosto e in particolare viene usato dagli studenti di tantissime scuole superiori, elementari e medie per festeggiare la fine dell'anno scolastico.